# 杜鵑座CC
杜鵑座CC，又名CP-66 80，HD 6311、SAO 248308、HR 304，是杜鵑座的一颗恒星，视星等为6.21，位于銀經301.05，銀緯-51.63，其B1900.0坐标为赤經0h 58m 53.1s，赤緯-65° -51.63′ 36″。